# Gondal
Gondal è una suddivisione dell'India, classificata come municipality, di 95.991 abitanti, situata nel distretto di Rajkot, nello stato federato del Gujarat. In base al numero di abitanti la città rientra nella classe II (da 50.000 a 99.999 persone).

## Geografia fisica
La città è situata a 21° 58' 0 N e 70° 47' 60 E e ha un'altitudine di 131 m s.l.m..

## Società

### Evoluzione demografica
Al censimento del 2001 la popolazione di Gondal assommava a 95.991 persone, delle quali 50.349 maschi e 45.642 femmine. I bambini di età inferiore o uguale ai sei anni assommavano a 10.270, dei quali 5.792 maschi e 4.478 femmine. Infine, coloro che erano in grado di saper almeno leggere e scrivere erano 70.444, dei quali 39.182 maschi e 31.262 femmine.